# Избори за српског члана Предсједништва Босне и Херцеговине 2002.
Избори за српског члана Предсједништва Босне и Херцеговине 2002. одржани су 5. октобра као дио општих избора у БиХ. За ове изборе било је регистровано укупно 16 кандидата, што је највећи број у историји избора за српског али и друга два члана Предсједништва.
Побиједио је Мирко Шаровић са освојених 35,52% гласова. Број важећих гласова био је 507.414. Од укупног броја важећих гласова, на редовним бирачким мјестима било их је 451.192 (88,92%), поштом 21.078 (4,15%), у одсуству 33.696 (6,64%), те на потврђеним гласачким листићима 1.448 (0,29%).
Резултате избора је карактерисала велика фрагментација гласова. Два првопласирана кандидата освојила су свега 55,45% гласова, што је најмање у историји избора за српског члана Предсједништва. Поред њих двојице, још три кандидата су имала преко 8% гласова, док су 4 кандидата имала између 3 и 5% гласова.
Мирко Шаровић није дуго остао на функцији. У априлу 2003. поднио је оставку због објективне одговорности у „афери Орао”. Посланици из Републике Српске у Представничком дому Парламентарне скупштине Босне и Херцеговине су за његовог наследника изабрали Борислава Паравца из Српске демократске странке.

## Резултати
| Кандидат              | Политички субјекат                        | Број гласова | %     | Изабран / Није изабран |
| --------------------- | ----------------------------------------- | ------------ | ----- | ---------------------- |
| Мирко Шаровић         | Српска демократска странка                | 180.122      | 35,52 | изабран                |
| Небојша Радмановић    | Савез независних социјалдемократа         | 101.119      | 19,93 |                        |
| Огњен Тадић           | Српска радикална странка Републике Српске | 44.262       | 8,72  |                        |
| Десница Радивојевић   | Странка демократске акције                | 41.667       | 8,21  |                        |
| Бранко Докић          | Партија демократског прогреса             | 41.228       | 8,13  |                        |
| Остали кандидати      | 11 кандидата                              | 99.016       | 19,49 |                        |
| Укупно важећи гласови | Укупно важећи гласови                     | 507.414      | 100   | -                      |
| Извор:ЦИК             |                                           |              |       |                        |

| Графички приказ‍    | Графички приказ‍    | Графички приказ‍ | Графички приказ‍ | Графички приказ‍ |
| ------------------ | ------------------ | --------------- | --------------- | --------------- |
|                    |                    |                 |                 |                 |
| Мирко Шаровић      | Мирко Шаровић      |                 | 180.122         | 35,52%          |
| Небојша Радмановић | Небојша Радмановић |                 | 101.119         | 19,93%          |
| Остали кандидати   | Остали кандидати   |                 | 226.173         | 44,55%          |